# Bitwa pod Brotomagum
Bitwa pod Brotomagum (Brumath) – starcie zbrojne, które miało miejsce w roku 356 w trakcie galijskiej kampanii Juliana Apostaty przeciwko Alamanom. 
Po porażce w starciu z Alamanami pod Reims, celem Juliana Apostaty stało się Brotomagum (ob. Brumath położone w dep. Dolnego Renu), zajęte przez barbarzyńców. Drogę maszerującym ku miastu Rzymianom zastąpiły liczne siły Alamanów. Julian ustawił swoje wojska w kształt półksiężyca. Bitwę rozpoczęli Alamanowie, którzy rzucili się na centrum rzymskie. Wówczas to stojący na flankach legioniści rozpoczęli manewr okrążania przeciwnika, którego starali się zamknąć w potrzasku. Rzymianie odnieśli całkowite zwycięstwo, pomimo że większość Germanów wycofała się z pola walki tuż przed okrążeniem. Do niewoli rzymskiej wzięto też wielu jeńców. Sukces w bitwie podniósł morale wojsk rzymskich i powstrzymał Alamanów przed kolejnymi atakami do końca 356 r. 